# Vibraslap
En Vibraslap er et musikinstrument der består af et stykke træ med nitter i, som er forbundet til en kugle med en metalstang. Man slår kuglen ned mod håndfladen, og nitterne rasler så mod træet. 
Er en efterligning efter den oprindelige æselkæbe/muldyrkæbe, der er en kæbe fra henholdsvis et æsel eller muldyr, hvor i tænderne sidder løse så det rasler når man slår på den.
Bruges især til salsa-musik.
- Wikimedia Commons har flere filer relateret til Vibraslap